# 10-й набор космонавтов ЦПК ВВС (1989)
10-й набор космонавтов ЦПК ВВС (1989) — набор космонавтов, проводившийся 1-м НИИЦПК имени Ю. А. Гагарина в 1988—1989 годах среди военных лётчиков ВВС и ПВО.
Два из трёх космонавтов набора выполнили космические полёты. Юрий Онуфриенко летал в космос дважды, а космонавт Геннадий Падалка совершил пять космических полётов.

## История
Отбор кандидатов в космонавты в ходе 10-го набора космонавтов ЦПК ВВС производился в 1988—1989 годах среди лётчиков ВВС и ПВО. Окончательное решение о зачислении кандидатов в отряд космонавтов, согласно Положению о космонавтах СССР от 1981 года, принималось не Главкомом ВВС, а Государственной межведомственной комиссией (ГМВК).
Общее количество участвующий в 1988 году в отборе лётчиков в воинских частях для поступления в отряд космонавтов не известно. По воспоминаниям космонавта Геннадия Падалки, из отобранных только в Забайкальском военном округе 700 кандидатов лётчиков, в ЦПК имени Ю. А. Гагарина отправили всего 15, а после прохождения медицинского обследования осталось только двое.
25 января 1989 года на заседании Государственной межведомственной комиссии были рекомендованы к зачислению в отряд только три лётчика: подполковник Сергей Кричевский, капитаны  Юрий Онуфриенко и Геннадий Падалка. 22 апреля 1989 года они были зачислены приказом министра обороны СССР в отряд ЦПК ВВС кандидатами в космонавты-испытатели.
С июня 1989 по январь 1991 года кандидаты в космонавты проходил общекосмическую подготовку. После сдачи государственного экзамена, 1 февраля 1991 года решением межведомственной квалификационной комиссии всем троим была присвоена квалификация «космонавт-испытатель».
Совершить космический полёт удалось только двоим (Сергей Кричевский был отчислен в 1998 году из отряда космонавтов по медицинским показателям). Юрий Онуфриенко летал в космос дважды, а Геннадий Падалка совершил пять космических полётов.

## Список космонавтов 10-го набора ЦПК ВВС
| Список космонавтов 10-го набора ЦПК ВВС (1989 год) | Список космонавтов 10-го набора ЦПК ВВС (1989 год) | Список космонавтов 10-го набора ЦПК ВВС (1989 год) | Список космонавтов 10-го набора ЦПК ВВС (1989 год) | Список космонавтов 10-го набора ЦПК ВВС (1989 год) | Список космонавтов 10-го набора ЦПК ВВС (1989 год) | Список космонавтов 10-го набора ЦПК ВВС (1989 год) | Список космонавтов 10-го набора ЦПК ВВС (1989 год) | Список космонавтов 10-го набора ЦПК ВВС (1989 год) |
| №                                                  | Фотография                                         | ФИО                                                | Дата рождения                                      | Порядковый номер                                   | Профессия и место работы до поступления в отряд    | Данные о полётах | Дата выхода из отряда                              | Примечание                                         |
| -------------------------------------------------- | -------------------------------------------------- | -------------------------------------------------- | -------------------------------------------------- | -------------------------------------------------- | -------------------------------------------------- | --- | -------------------------------------------------- | -------------------------------------------------- |
| 1                                                  |                                                    | Кричевский Сергей Владимирович                     | 9 июля 1955 года                                   | —                                                  | ПВО, лётчик                                        | — | 30 августа 1998 года                               |                                                    |
| 2                                                  |                                                    | Онуфриенко Юрий Иванович                           | 6 февраля 1961 года                                | 84-й космонавт СССР/России                         | ВВС, лётчик                                        | 21.02.-02.09.1996 «Союз ТМ-23» — «Мир», 05.12.2001-19.06.2002 «Индевор STS-108» — «МКС» — «Индевор STS-108»                                                                                            | 17 марта 2004 года                                 |                                                    |
| 3                                                  |                                                    | Падалка Геннадий Иванович                          | 21 июня 1958 года                                  | 89-й космонавт СССР/России                         | ВВС, лётчик                                        | 13.08-28.02.1999 «Союз ТМ-28» — «Мир», 19.04-24.10.2004 «Союз ТМА-4» — «МКС», 26.03-11.10.2009 «Союз ТМА-14» — «МКС», 15.05-17.09.2012 «Союз ТМА-04М» — «МКС», 27.03-12.09.2015 «Союз ТМА-16М» — «МКС» | 28 апреля 2017 года                                |                                                    |